# Sertularella thecocarpa
Sertularella thecocarpa är en nässeldjursart som beskrevs av William Robert Jarvis 1922. Sertularella thecocarpa ingår i släktet Sertularella och familjen Sertulariidae. Inga underarter finns listade i Catalogue of Life.